# Marshmellow Records (Japan)
Marshmellow Records is een Japans platenlabel, dat jazz uitbrengt. Het werd in 1978 opgericht door Mitsuo Johfu, een jazzfan en eigenaar van een kledingzaak. Johfu is sterk betrokken bij de uitgaven van zijn label, als het kan bezoekt hij de opnamesessies en neemt dan foto's die worden gebruikt voor de cd-uitgave. 
Op het label zijn albums uitgebracht van onder meer J.J. Johnson, Stan Getz, Zoot Sims, Ted Brown, Tubby Hayes, Jan Lundgren, Chet Baker, Herbie Steward, Eric Dolphy, Henrik Gunde, Doug Raney, Gene DiNovi, Oliver Antunes en Carsten Dahl.